# Uglješa Danilović
Uglješa Danilović, bosanskohercegovski inženir agronomije, komunist, politik, prvoborec, partizan, politični komisar in narodni heroj, * 1913, † september 2003.

## Življenjepis
Med drugo svetovno vojno je bil član glavnega štaba za BiH, politični komisar operativnega štaba za vzhodno Bosno in član ZAVNOBIHa in AVNOJa.